# Que se vayan hacer puñetas
Que se vayan hacer puñetas es el disco debut del grupo madrileño de rock Porretas.

## Lista de canciones
1. Que Se Vayan Hacer Puñetas
2. No Al Servicio Militar!
3. No Estoy Loco
4. Volarás
5. Bajo La Opresión
6. Ahora Lo Llevamos Bien
7. Más Trompetas
8. Que Les Den
9. No Te Dejes Engañar
10. Cuando El Perro Mea
11. Con La Misma Canción
12. El Deudor Del Condado De Hortaleza

## Formación
- Rober: voz y guitarra.
- El Bode: guitarra.
- Pajarillo: bajo y voz.
- Luis: batería.